# Secrets (OneRepublic)
Secrets è un singolo del gruppo musicale statunitense OneRepublic, pubblicato il 30 ottobre 2009 come secondo estratto dal secondo album in studio Waking Up.
In Germania e Austria invece è stato pubblicato come primo singolo dell'album, al posto di All the Right Moves, che è stato messo in commercio in tutti i paesi ad eccezione di questi due.

## Descrizione
Il brano ha scalato le classifiche airplay tedesca e austriaca. La canzone è stata pubblicata sull'App Store di iTunes negli Stati Uniti il 3 novembre 2009 e distribuita ufficialmente il 1º giugno 2010.

## Accoglienza
Bill Lamb di About.com ha classificato la canzone con un punteggio di 4,5 stelle (su 5), scrivendo: "Nel caso della maggior parte dei cantanti, "Secrets" probabilmente non sarebbe mai stato pubblicato come singolo, ma Ryan ha fatto un grande lavoro nel cogliere le sfumature del testo attraverso il suo timbro di voce. Il brano all'inizio è molto vicino a una conversazione, ma si trasforma in una potente invocazione dal momento in cui interviene il coro. A cosa miri quest'invocazione dipende da come viene letto il testo della canzone. In una recente ricerca online, i commenti sul significato di "Secrets" spaziavano dallo stile di scrittura di Ryan (che è il solo autore di questa canzone), a un uomo con una vita noiosa che vuole iniziare a vivere. Basandomi sull'esperienza di Tedder e sulle circostanze attuali, tendo a pensare che sia la sua ispirazione musicale, ma forse è meglio lasciare un po' di ambiguità, così ognuno può scegliere il significato che intende dare alla canzone."

## Video musicale
La prima apparizione del videoclip sulla TV tedesca è avvenuta il 16 ottobre 2009. Il video mostra i membri del gruppo mentre suonano i loro strumenti e Ryan Tedder che canta. Inoltre, comprende delle scene del film tedesco Zweiohrküken.
Esiste anche una seconda versione del video, che era in realtà un promo per la première della sesta stagione della serie TV Lost. Questa versione riprende immagini del video originale, con la band che suona in un monolocale, insieme a scene prese dalla serie.
La terza versione del video contiene scene del video originale, insieme a quelle di una ragazza (Nora Tschirner) mentre attende qualcuno. Questo è il video musicale che è stato utilizzato in tutto il mondo. È apparso in anteprima il 17 maggio 2010 su VEVO.
C'è anche una quarta versione del video con scene tratte dal film L'apprendista stregone.

## Tracce
CD
1. Secrets – 3:45
2. Come Home (con Sara Bareilles) – 4:18

CD promozionale
1. Secrets – 3:45

## Classifiche
| Classifica (2009/10)             | Posizione massima |
| -------------------------------- | ----------------- |
| Australia                        | 93                |
| Austria                          | 4                 |
| Belgio (Fiandre)                 | 65                |
| Canada                           | 32                |
| Germania                         | 3                 |
| Italia                           | 77                |
| Nuova Zelanda                    | 27                |
| Paesi Bassi                      | 15                |
| Polonia                          | 1                 |
| Regno Unito                      | 77                |
| Repubblica Ceca                  | 31                |
| Russia                           | 29                |
| Scozia                           | 52                |
| Stati Uniti                      | 21                |
| Stati Uniti (adult contemporary) | 5                 |
| Stati Uniti (adult top 40)       | 3                 |
| Stati Uniti (dance/electronic)   | 28                |
| Stati Uniti (digital)            | 19                |
| Stati Uniti (pop)                | 13                |
| Stati Uniti (radio)              | 13                |
| Svizzera                         | 19                |
| Ungheria                         | 34                |